# Gmina związkowa Sankt Goar-Oberwesel
Gmina związkowa Sankt Goar-Oberwesel (niem. Verbandsgemeinde Sankt Goar-Oberwesel) − dawna gmina związkowa w Niemczech, w kraju związkowym Nadrenia-Palatynat, w powiecie Rhein-Hunsrück. Siedziba gminy związkowej znajdowała się w mieście Oberwesel. 1 stycznia 2020 gmina związkowa została połączona z gminą związkową Emmelshausen tworząc nową gminę związkową Hunsrück-Mittelrhein.  

## Podział administracyjny
Gmina związkowa zrzeszała osiem gmin, w tym dwie gminy miejskie (Stadt) oraz sześć gmin wiejskich (Gemeinde):
| Gmina              | Powierzchnia (km²) | Liczba mieszkańców |
| ------------------ | ------------------ | ------------------ |
| Damscheid          | 15,10              | 617                |
| Laudert            | 6,17               | 404                |
| Niederburg         | 6,78               | 674                |
| Oberwesel, miasto  | 18,08              | 2 838              |
| Perscheid          | 18,51              | 369                |
| Sankt Goar, miasto | 22,93              | 2 737              |
| Urbar              | 3,55               | 737                |
| Wiebelsheim        | 7,32               | 701                |
| Razem              | 98,44              | 9,077              |